# 대구청사관리소
대구청사관리소(大邱廳舍管理所)는 정부대구지방합동청사의 보수·유지·관리에 관한 관리본부의 사무를 분장하는 정부청사관리본부의 소속기관이다. 2012년 7월 13일 발족하였으며, 대구광역시 달서구 화암로 301에 위치하고 있다. 소장은 서기관 또는 기술서기관으로 보한다.

## 연혁
- 2012년 7월 13일: 정부청사관리소 소속으로 대구청사관리소 설치.
- 2016년 12월 27일: 정부청사관리본부 소속으로 변경.

## 같이 보기
- 정부대구지방합동청사